# Prix Iouriy-Cheveliov
Le prix Iouriy-Cheveliov (en ukrainien : Премія імені Юрія Шевельова) est un prix littéraire, artistique récompensant des auteurs d'essais.
Il est créé en 2013 par l’association de : 
- PEN Ukraine,
- école de commerce de l'Université nationale Académie Mohyla de Kiev,
- la maison d'édition Duh i Litera (esprit et lettre) et
- et l'Institut scientifique ukrainien de Harvard University.

Le prix est nommé en honneur de l'essayiste Iouriy Cheveliov.

## Histoire

### Distingué(e)s
- 2013 : 
  - Taras Prokhasko pour «Одної і тої самої» (Un seul et même),
  - Andrii Portnov pour «Історії для домашнього вжитку: Есеї про польсько-російсько-український трикутник пам'яті» (Histoires à usage domestique : essais sur le triangle de la mémoire polono-russe-ukrainien )[1].
- 2014 : Kost Moskalets pour «Сполохи» (Alarmes).
- 2015 : Oleksandr Boïtchenko pour «Більше / Менше» (Plus / Moins).
- 2016 : Vakhtang Kebouladze pour «Чарунки долі» (Coquilles du destin).
- 2017 : Andriy Lioubka pour «Саудаде» (Saudade).
- 2018 : Volodimir Yermolenko pour «Плинні ідеології» (Idéologies fluides).
- 2019 : Diana Lioutchko pour  «65 українських шедеврів. Визнані й неявні» (65 chefs-d'œuvre ukrainiens. Reconnu et implicite).
- 2020 : Taras Lioutiy pour «Культура принад і спротиву» (Une culture du charme et de la résistance).
- 2021 : Andriy BOndar pour «Ласощі для Медора» (Friandises pour Medor).
- 2022 : Andriy Pavlichin pour «Нам і далі загрожує вічність» (Nous sommes toujours menacés par l'éternité).